# Veliki Grđevac
Veliki Grđevac je općina u Republici Hrvatskoj, u sastavu Bjelovarsko-bilogorske županije.

## Zemljopis
Područje današnje Općine Veliki Grđevac nastalo je tijekom Domovinskog rata izdvajanjem iz bivše općine Grubišno Polje.
Grđevački kraj proteže se od jugozapadnih obronaka Bilogore, preko rijeke Česme prema krajnjim sjevernim padinama Moslavačkog gorja.
Kraj oko Velikog Grđevca obilježavaju vlažne livade pod bilogorskim bregovima.

## Općinska naselja
11 naselja: Cremušina, Donja Kovačica, Dražica, Gornja Kovačica, Mala Pisanica, Mali Grđevac, Pavlovac, Sibenik, Topolovica, Veliki Grđevac i Zrinska.

## Stanovništvo
Po popisu iz 2001. godine, općina Veliki Grđevac je imala 3313 stanovnika te 1157 obiteljskih kućanstava.
Područje općine nastanjuju uglavnom Hrvati s 80,41 %. Od manjina, zastupljeni su Srbi s 8,06 %, Česi s 4,77 % i Mađari s 2,51 %. Ostale nacionalne manjine zastupljene su s manje od 1 %.
| broj stanovnika | 4799  | 5488  | 5206  | 7708  | 9090  | 9113  | 9050  | 9571  | 7751  | 8299  | 7667  | 6561  | 5250  | 4490  | 3313  | 2849  | 2316  |
|                 | 1857. | 1869. | 1880. | 1890. | 1900. | 1910. | 1921. | 1931. | 1948. | 1953. | 1961. | 1971. | 1981. | 1991. | 2001. | 2011. | 2021. |

| broj stanovnika | 1073  | 1305  | 1177  | 1575  | 1829  | 1851  | 1749  | 1917  | 1873  | 2078  | 1958  | 1849  | 1639  | 1525  | 1358  | 1200  | 1054  |
|                 | 1857. | 1869. | 1880. | 1890. | 1900. | 1910. | 1921. | 1931. | 1948. | 1953. | 1961. | 1971. | 1981. | 1991. | 2001. | 2011. | 2021. |

### Naselje Veliki Grđevac
- 2001. – 1358
- 1991. – 1525 (Hrvati – 1055, Srbi – 260, Jugoslaveni – 51, ostali – 159)
- 1981. – 1639 (Hrvati – 917, Srbi – 293, Jugoslaveni – 254, ostali – 175)
- 1971. – 1849 (Hrvati – 1221, Srbi – 379, Jugoslaveni – 22, ostali – 227)

Prema popisu stanovništva iz 2001. godine, naselje je imalo 1358 stanovnika te 471 obiteljskih kućanstava.

## Povijest
Srednjovjekovna hrvatska država u svojim podjelama na županije u svom kontinentalnom (tada "slavonskom" ili "panonskom") dijelu, među ostalima, dala je organizirati i grđevačku županiju čije se središte nalazilo u kastrumu nedaleko današnje grđevačke osnovne škole.
Iako sama županija nije postojala dovoljno dugo da bi povijesti dala značajne velmože ili, pak, vojskovođe, njeni su župani odigrali značajnu ulogu u sprječavanju turskih napredovanja prema zapadu.
Veliki Grđevac je u kasnom srednjem vijeku bio sjedištem upravne i crkvene župe koja se spominje još 1334. i 1501. godine. Nakon turskih pustošenja, župa je obnovljena 1789. godine. Godine 1827. izgrađen je župni stan dok je 1832./1833. podignuta velika župna crkva Duha Svetoga.
U Velikom Grđevcu došlo je do Grđevačke bune seljaka 2. rujna 1920. godine pod vodstvom seljačkog vođe i zastupnika u Narodnoj skupštini Jure Valečića. Seljaci su se pobunili zbog visokih poreza, novih nameta i zabrane sadnje duhana i pečenja rakije za vrijeme Kraljevine SHS. Slične pobune dogodile su se i u Novoj Rači i Velikom Trojstvu. Godine 2010. u Velikom Grđevcu, otkrivena je spomen-ploča u spomen na ove događaje i objavljena knjiga: "Grđevačka buna i Juro Valečić" autora Vjenceslava Herouta.

## Poznate osobe
- Mato Lovrak, hrvatski književnik
- s. Bernadeta Banja, blaženica Katoličke Crkve
- Dragutin Knežić, general
- Zvonimir Majdak, hrvatski književnik (rođen u Zrinskoj)
- Ivan Budak, hrvatski iseljenički književnik i kulturni djelatnik
- Željko Pavičić, hrvatski skladatelj, tekstopisac i pjesnik (proveo djetinjstvo u V. Grđevcu)[8]
- Romano Dautanac, glazbenik i performer

## Kultura
U Velikom Grđevcu se održava kulturna manifestacija Lovrakovi dani kulture.
Sredinom listopada održava se Velikogrđevačka komušana, tradicionalna manifestacija koja prikazuje običaje vezane uz berbu kukuruza uz kulturno umjetnički i zabavni program.

## Šport
- NK Gordowa Veliki Grđevac

## Vanjske poveznice
- Službene stranice općine Veliki Grđevac
- Osnovna škola Mate Lovraka Veliki Grđevac